# Inburgeringscursus
Een inburgeringscursus is een onderwijspakket dat wordt aangeboden aan immigranten. Het heeft als doel om hen het nieuwe thuisland beter te leren kennen en beter te kunnen participeren in de samenleving. Een inburgeringscursus is een onderdeel van inburgering.

## België
In Vlaanderen en Brussel worden in het kader van het inburgeringsprogramma cursussen Maatschappelijke Oriëntatie georganiseerd. Daarbij  krijgt de cursist de nodige kennis en vaardigheden mee en informatie over de maatschappelijke waarden en normen. De cursus wordt gegeven in een de moedertaal van de cursist of een taal die hij goed beheerst en duurt standaard 60 uur. Maatschappelijke oriëntatie wordt georganiseerd door het Agentschap Integratie en Inburgering, Atlas (stad Antwerpen) en In-Gent (stad Gent). In Wallonië bestaat een dergelijke cursus vooralsnog niet.

## Duitsland
Duitsland heeft geen verplicht inburgeringsexamen. De gratis cursussen Duits zijn overal afgeschaft en moeten nu zelf betaald worden, al zijn er plannen om die weer in te voeren maar dan waarschijnlijk alleen voor vluchtelingen. Op dit moment is er alleen een verplichte kennis van de taal en maatschappij wanneer je een Duits paspoort gaat aanvragen wanneer je genaturaliseerd bent. (Dat kan na 8 jaar legaal verblijf).
In Duitsland heeft men wel iets vergelijkbaars, namelijk een Integrationskurs. Die kan leiden tot een spraaktest (Deutsch-Test für Zuwanderer), wat bij goed gevolg kan leiden tot een verblijfsvergunning (Niederlassungserlaubnis). Voor EU burgers is dat niet nodig. Het kan wel verplicht gesteld worden volgens de wetgeving (Aufenthaltsgesetz). Dit gebeurt met name voor mensen die geen werk hebben of een opleiding volgen, en die binnen 2 maanden na intrek in Duitsland de spraaktest niet gehaald hebben.

## Frankrijk
In Frankrijk bestaat inburgering onder andere bij Accueils des Villes Françaises.

## Nederland
Nederland stelt sinds 15 maart 2006 inburgering in het buitenland verplicht voor anderen dan vluchtelingen en asielzoekers. Immigranten die vanwege gezinshereniging of gezinsvorming naar Nederland komen moeten op de Nederlandse ambassade in hun land van herkomst een examen afleggen.
Met ingang van 1 januari 2007 is de Wet Inburgering (WI) van kracht. Sinds 1 januari 2007 bestaat de wettelijke plicht tot het afleggen van een inburgeringsexamen.
De cursus is bedoeld voor nieuwe immigranten van buiten de Europese Unie, de Europese economische zone, Zwitserland en Turkije, die verplicht zijn in te burgeren. De lesstof bevat onder andere de taal en andere sociale, economische en juridische vaardigheden van het land waar men zich wil vestigen. Gemeenten zijn verplicht bepaalde groepen allochtonen een inburgeringscursus aan te bieden. Tot 2013 was er mogelijkheid tot subsidie voor inburgering.
Voor geestelijke bedienaren (de term komt uit de Wet inburgering) als imams en pandits bestaan eigen aanvullende inburgeringscursussen, gericht op hun beroepspraktijk in Nederland, een geseculariseerd land. Voor deze cursussen bestaat grote interesse.
Er zijn in Nederland veel aanbieders van inburgeringscursussen. Er is een keurmerk voor deze aanbieders: het Keurmerk Inburgeren van Blik op Werk. Een bedrijf met dit keurmerk voldoet aan een aantal kwalitatieve voorwaarden.